# Werner Wichtig
 (février 2013).
Si vous disposez d'ouvrages ou d'articles de référence ou si vous connaissez des sites web de qualité traitant du thème abordé ici, merci de compléter l'article en donnant les références utiles à sa vérifiabilité et en les liant à la section « Notes et références ».
Werner Wichtig est le pseudonyme du chanteur allemand Raymund Thielecke (né le 15 janvier 1962, mort le 6 octobre 1992). Sa chanson Pump ab das Bier, sortie en 1989, a fait de lui un one-hit wonder.

## Carrière
De formation de grossiste, il sort en 1989 Pump ab das Bier, reprise parodique en allemand du hit Pump Up the Jam du groupe belge de dance Technotronic. Elle se classe numéro un des ventes pendant trois semaines en février 1990 et, en Autriche et en Suisse, elle est numéro 2.
Le titre devait d'abord sous le nom de Werner. Raymund Thielecke voulait rendre hommage à Werner, personnage de bande dessinée, œuvre de Rötger Feldmann alias Brösel. À sa demande, Thielecke prend le nom de "Werner Wichtig" (Werner Important en français).
Il sort un deuxième single, Kebab (Jetzt kommt Maradona), reprise de Get Up, une autre chanson de Technotronic, à l'occasion de la Coupe du monde de football de 1990. Mais celui-ci est un échec, tout comme le seront Bumm Bumm Bumm en 1991 et Let's Talk About Sex - Deutsche Originalversion en 1992.

## Discographie
- 1989: Pump ab das Bier
- 1990: Kebab (Jetzt kommt Maradona)
- 1991: Bumm Bumm Bumm
- 1992: Let's Talk About Sex - Deutsche Originalversion
- 1998: Pump ab das Bier '98

## Source, notes et références
- (de) Cet article est partiellement ou en totalité issu de l’article de Wikipédia en allemand intitulé « Werner Wichtig » (voir la liste des auteurs).